# Neuapostolische Kirche Westdeutschland
Die Neuapostolische Kirche Westdeutschland (früher Neuapostolische Kirche Nordrhein-Westfalen) ist ein Verwaltungsbezirk (Gebietskirche) der Neuapostolischen Kirche, der den Großteil Nordrhein-Westfalens (ohne Siegen und Siegerland) und Teile des nordwestlichen Niedersachsens sowie Hessen (ohne Teile des Landkreises Bergstraße), Rheinland-Pfalz und das Saarland umfasst. Die heutige Gebietskirche Westdeutschland ist per 1. Januar 2018 durch Fusion der ehemaligen Gebietskirchen Nordrhein-Westfalen sowie Hessen/Rheinland-Pfalz/Saarland entstanden. Sie ist nach Mitgliedern die zweitgrößte Gebietskirche in Deutschland und in Europa.
Der Bezirksapostelbereich Westdeutschland umfasst nebst den genannten Gebieten in Westdeutschland über 40 weitere Länder.

## Geschichte

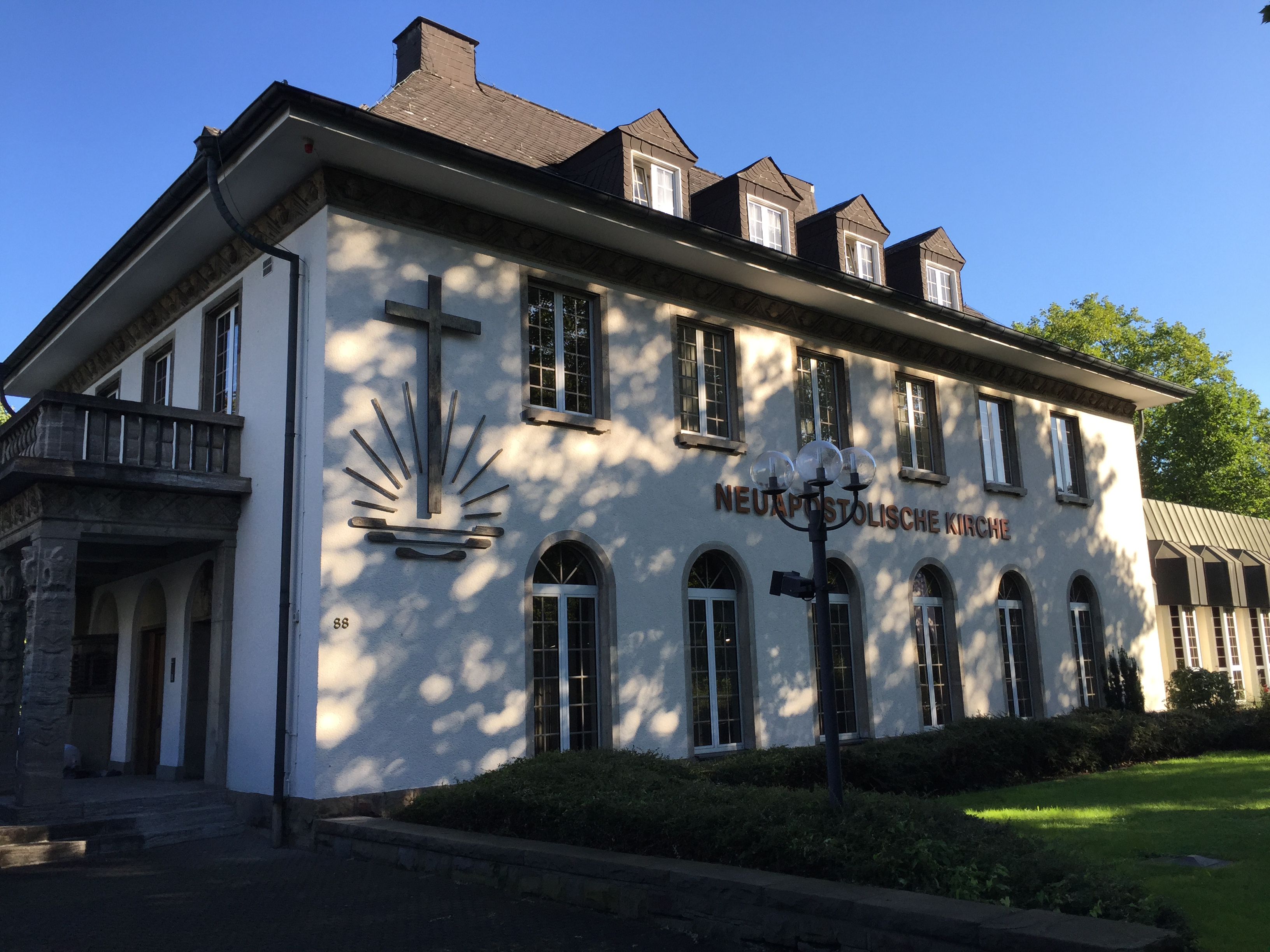
Hauptsitz Neuapostolische Kirche Westdeutschland Dortmund

Die Gebietskirche Nordrhein-Westfalen wurde bereits 1872 durch die Ordination des Apostels Menkhoff zu einer eigenen Gebietskirche. Friedrich Wilhelm Menkhoff war hier ab 1867 im Auftrag der niederländischen Apostolischen Zending unter Apostel Friedrich Wilhelm Schwarz als Sendungs-Evangelist und später als „Engel“ tätig und hatte etliche Gemeinden gegründet, vor allem im Raum Bielefeld.
Im Laufe der Jahre entstanden von Bielefeld ausgehend in Westfalen und im Ruhrgebiet neuapostolische Gemeinden. Auch im Rheinland entstanden ab 1890 neuapostolische Gemeinden. Nach 1905 entwickelte sich das ostwestfälische Quelle zu einem Zentrum des neuapostolischen Glaubens, der nunmehrige Stammapostel Niehaus hatte dort seinen Wohnort und auch die Verwaltung der weltweiten Neuapostolischen Kirche war hier angesiedelt.
Aufgrund des starken Wachstums der Kirche auf dem Gebiet des heutigen Nordrhein-Westfalen wurde in zwei Gebietskirchen geteilt. Um 1920 gab es einen Apostelbezirk Düsseldorf, welcher zunächst von Apostel Paul Dach geleitet wurde. Daneben bestand der Apostelbezirk Bielefeld bzw. später der Apostelbezirk Dortmund. Nachfolger von Bezirksapostel Dach im Apostelbezirk Düsseldorf wurde 1938 Peter Kuhlen, der nach dem Tod der Bezirksapostel Hermann Magney senior (nach einem alliierten Bombenangriff auf Dortmund am 5. Mai 1943) und Bezirksapostel Hermann Schüring (verstarb am 1. Februar 1944 nach einem Herzinfarkt) auch die Leitung des Apostelbezirk Dortmund übernahm.
Infolge der sog. Botschaft des Stammapostels Bischoff und davon abweichender Auffassungen der Apostel des Düsseldorfer Bezirks, Kuhlen, Dunkmann und Dehmel, kam es zu Spannungen innerhalb der neuapostolischen Gebietskirche des Rheinlandes und schließlich 1955 zu einem Ausschluss der Düsseldorfer Apostel, Bischöfe und Ältesten aus der Neuapostolischen Kirche. Im Rahmen dieses Ausschlusses spalteten sich viele Gemeinden des Rheinlandes und es kam zur Gründung der Apostolischen Gemeinschaft. Wegen der Spaltung hatte die Neuapostolische Kirche dort einen starken Mitgliederschwund zu verzeichnen, weil ihr auch die gesamte Führungsebene des Bezirks abhandengekommen war. Im Bezirk Essen verblieben z. B. lediglich einige Vorsteher im Priesteramt, während die Ältesten, Hirten und Evangelisten allesamt gingen. Daher wurde die Gebietskirche als selbstständige Gebietskirche aufgelöst und dem damaligen Apostelbezirk Dortmund angegliedert. Somit fand die Gebietskirche Nordrhein-Westfalen 1955 ihre heutige Form.
Als 1960 der damalige Bezirksapostel Schmidt zum Stammapostelamt berufen wurde, wurde Dortmund auch bis 1975 Sitz der Neuapostolischen Kirche International.
Zum 1. Januar 2018 haben sich die Neuapostolische Kirche Nordrhein-Westfalen und die Neuapostolische Kirche Hessen/Rheinland-Pfalz/Saarland zusammengeschlossen. Das gesamte Vermögen der Neuapostolischen Kirche Hessen/Rheinland-Pfalz/Saarland, einschließlich aller Rechte und Pflichten sowie aller Arbeitsverhältnisse, ist auf die Neuapostolische Kirche Nordrhein-Westfalen übergegangen; deren Name wurde in Neuapostolische Kirche Westdeutschland geändert.

## Struktur

### Deutschland
Die Gebietskirche Westdeutschland hatte 2023 bundesweit mehr als 102.000 Mitglieder und ist damit die zweitgrößte der Neuapostolischen Kirche in Deutschland. Sie ist Körperschaft des öffentlichen Rechts und besitzt somit eine eigene Verfassung.
Die 34 Bezirke der Neuapostolischen Kirche Westdeutschland werden vom zuständigen Bezirksapostel sowie von weiteren sechs Aposteln und acht Bischöfen betreut. Ihre Bereiche umfassen die Bundesländer Saarland, Rheinland-Pfalz, den größten Teil von Nordrhein-Westfalen und Hessen innerhalb der bundesdeutschen Gebietsaufteilung sowie südliche Gebiete von Niedersachsen.
| Apostelbereich | Kirchenbezirke                                                                            | Gemeinden | Apostel             | Bischof                      |
| -------------- | ----------------------------------------------------------------------------------------- | --------- | ------------------- | ---------------------------- |
| Nord           | - Dinslaken - Minden - Münster - Osnabrück - Ostwestfalen-Lippe - Recklinghausen          | 69        | Carsten Denker      | Michael Eberle Thomas Wiktor |
| Nordost        | - Bergisches Land - Hagen - Hamm - Iserlohn - Paderborn                                   | 68        | René Follmann       | Olaf Koch                    |
| Nordwest       | - Dortmund - Herne - Niederrhein - Ruhr-Mitte - Ruhr-Süd - Ruhr-West                      | 73        | Thorsten Zisowski   | Manfred Bruns                |
| Ost            | - Darmstadt - Gießen - Hersfeld-Lauterbach - Kassel-Korbach - Marburg - Offenbach am Main | 74        | Gerd Kisselbach     | Jürgen Kramer                |
| Süd            | - Frankfurt am Main - Mainz - Rheinpfalz - Saar-Pfalz - Trier - Wiesbaden                 | 81        | Gert Opdenplatz     | Jürgen Kramer Pascal Strobel |
| West           | - Aachen - Bonn - Düsseldorf - Köln-Ost - Köln-West                                       | 57        | Franz-Wilhelm Otten | Ralf Flore Rainer Sommer     |

### Betreute Gebiete im Ausland
Zum Bezirksapostelbereich zählen Gemeinden und Mitglieder in mehr als 40 Ländern: Afghanistan, Ägypten, Albanien, Algerien, Angola, Armenien, Aserbaidschan, Belgien, Burkina Faso, Frankreich, Französisch-Guayana, Gambia, Georgien, Griechenland, Guadeloupe, Guinea-Bissau, Irak, Iran, Jordanien, Kap Verde, Kosovo, Lettland, Libanon, Litauen, Malta, Luxemburg, Mali, Malta, Marokko, Mauretanien, Monaco, Neukaledonien, Niederländische Antillen, Niederlande, Martinique, Niger, Osttimor, Portugal, São Tomé und Príncipe, Senegal, Suriname, Syrien, Tahiti, Tunesien, Türkei und Zypern.
Die Neuapostolische Kirche in Angola feierte 2008 das 25-jährige Bestehen. Im Jahr 1983 hatte Stammapostel Hans Urwyler, damaliger Leiter der internationalen Kirche, die Neuapostolische Kirche Nordrhein-Westfalen beauftragt, das Land Angola als Missionsgebiet zu betreuen.
Seit 2011 gehört auch die Neuapostolische Kirche Niederlande mit ihren betreuten Gebietskirchen Malta, Niederländische Antillen und Surinam zum Bezirksapostelbereich.
| Land                     | Mitglieder (2012) | Bezirke | Gemeinden | Amtsträger | Im Land tätig seit                                       |
| ------------------------ | ----------------- | ------- | --------- | ---------- | -------------------------------------------------------- |
| Albanien                 | 002.113           | 001     | 0.009     | 0.017      | 1990                                                     |
| Angola                   | 233.076           | 122     | 2.113     | 7.459      | 1983                                                     |
| Armenien                 | 001.394           | 001     | 0.010     | 0.025      | 1991                                                     |
| Aserbaidschan            | 000.466           | 001     | 0.003     | 0.008      | 1990                                                     |
| Georgien                 | 001.084           | 001     | 0.009     | 0.019      | 1994                                                     |
| Guinea-Bissau            | 043.622           | 030     | 0.666     | 2.756      | 1982 (NAK-NRW seit 2008)                                 |
| Indien (Teile)           | 031.164           | 032     | 0.214     | 0.266      | Rajasthan seit 1986, Assam, Meghalaya, Tripura seit 1994 |
| Kap Verde                | 006.439           | 011     | 0.067     | 0.212      | 1982                                                     |
| Karibik                  | 000.564           | 001     | 0.005     | 0.018      | 1987                                                     |
| Lettland                 | 000.742           | 001     | 0.011     | 0.007      | 1991                                                     |
| Litauen                  | 003.767           | 001     | 0.022     | 0.052      | 1990                                                     |
| Malta                    | 000.013           | 001     | 0.001     | 0.001      | NAK-NRW seit 2011                                        |
| Niederländische Antillen | 000.073           | 001     | 0.003     |            | NAK-NRW seit 2011                                        |
| Osttimor                 | 000.559           | 001     | 0.015     | 0.039      | 2004                                                     |
| Portugal                 | 005.822           | 004     | 0.032     | 0.077      | 1981                                                     |
| São Tomé und Príncipe    | 018.906           | 008     | 0.227     | 0.712      | 1983                                                     |
| Surinam                  | 001.756           | 001     | 0.007     | 0.040      | NAK-NRW seit 2011                                        |

## Organisation

### Verwaltung
Die Verwaltung der Neuapostolischen Kirche Westdeutschland hat ihren Sitz seit 1984 in der Dortmunder Kullrichstraße 1. Die 34 Mitarbeiter in den Bereichen Kirchenleitung, Verwaltungsleitung, Bau, Finanzen und Service sind zentraler Dienstleister für die Gemeinden, arbeiten der Kirchenleitung zu und sorgen für die Einhaltung rechtlicher Rahmenbedingungen. Ziel aller Arbeit ist es, die Tätigkeit der Seelsorger und Beauftragten vor Ort zu erleichtern und zu unterstützen sowie sie von administrativen Tätigkeiten zu entlasten. Die Mitarbeiter stehen für Fragen und Aufgaben zur Verfügung, die in den Gemeinden nicht allein auf ehrenamtlicher Basis erfüllt werden können.
Für die Kirchenleitung bereitet die Verwaltung Informationen zur Entscheidungsfindung auf, wie Finanzdaten über Einnahmen oder Ausgaben oder Vorplanungen für Bauprojekte. Da die Gemeinden rechtlich unselbstständig sind, können nur die Verantwortlichen der Kirchenverwaltung verbindliche Rechtsgeschäfte für die Kirche abschließen. Hintergrund ist, dass die Körperschaftsrechte der Neuapostolischen Kirche Nordrhein-Westfalen auf Landesebene verliehen worden sind.
Zu den laufenden Aufgaben der Kirchenverwaltung zählen unter anderem
- Bauplanung und -überwachung
- Grundstücks- und Gebäudeverwaltung
- Buchhaltung und Controlling
- Verwaltung der Mitgliederdaten
- Reisebuchung
- Koordination der Arbeit in den Betreuten Gebieten, Schnittstelle zu Außenbüros
- Organisation zentraler Veranstaltungen und Gottesdienste sowie der Übertragungen per Satellit
- Zentraler Einkauf
- Öffentlichkeitsarbeit

Eine erste Verwaltung für den Apostelbezirk Westfalen wurde nach dem Zweiten Weltkrieg in Dortmund gegründet. Die ersten Mitarbeiter bezogen im Januar 1950 eigene Räumlichkeiten in der Braunschweiger Straße neben dem Kirchengebäude der Gemeinde Dortmund-Nord. Dieses war im Krieg völlig zerstört und zwischen 1946 und 1948 neu aufgebaut worden.
1960 wurde Dortmund zum internationalen Sitz der Neuapostolischen Kirche. Seinen Wohnsitz und das Büro hatte das damalige Kirchenoberhaupt, Stammapostel Walter Schmidt, am Westfalendamm 88, Ecke Kullrichstraße. Mit dem Ruhestand von Stammapostel Schmidt und der Berufung eines Nachfolgers 1975 wechselte die internationale Verwaltung nach Zürich in die Schweiz.
Anfang der 1980er Jahre suchte Bezirksapostel Hermann Engelauf, der damalige Leiter der Neuapostolischen Kirche Nordrhein-Westfalen, nach einem Grundstück für den Bau eines neuen Verwaltungsgebäudes. Am bisherigen Standort der Gebietskirchen-Verwaltung an der Braunschweiger Straße in Dortmund reichten die Räumlichkeiten nicht mehr aus. In der Garten- und Parklandschaft des Grundstücks an der Kullrichstraße 1 entstand zwischen September 1982 und Pfingsten 1984 das neue Verwaltungsgebäude. Am Pfingstsamstag 1984 wurde der Neubau durch den damaligen Stammapostel Hans Urwyler eingeweiht. Im Jahr 2012 wurde das Gebäude nach mehr als 27 Jahren umfassend renoviert und modernisiert.

### Regionale Einrichtungen
Ein bislang deutschlandweit einzigartige Einrichtung ist das neuapostolische Seniorenzentrum in Fröndenberg. Es wurde 1998 eröffnet und bietet 76 Heimplätze sowie 33 Wohnungen. Im Juli 2021, dem Monat der Jahrhundertfluten, wurde das Seniorenzentrum überschwemmt und evakuiert. Der Betrieb wurde daraufhin im November des gleichen Jahres aufgegeben, das Gebäude veräußert.
Im Herbst 2011 eröffnete in Oberhausen-Sterkrade die „Gute Hoffnung – ein Lebensraum für Jung und Alt“. Die Bauzeit betrug knapp zwei Jahre. Die Neuapostolische Kirche investierte dabei rund 20 Millionen Euro. Entstanden sind ein Wohn- und Pflegezentrum („Gute Hoffnung leben“) mit 80 Pflegeplätzen, vier Wohnhäuser mit 60 Wohnungen für Familien („Gute Hoffnung wohnen“) sowie die erste neuapostolische Kindertageseinrichtung in Deutschland („Gute Hoffnung lernen“) mit Platz für 55 Kinder. Integriert in das Seniorenzentrum ist das Bistro „Jahreszeiten“ mit einem großen Saal, der für Veranstaltungen gemietet werden kann.
Beim Richtfest am 7. Juli 2010 wurden der Name und das Logo des Projekts Oberhausen vorgestellt: Das gesamte Areal trägt den Titel „Gute Hoffnung – Ein Lebensraum für Jung und Alt“. Nach und nach bezogen 2011 die Mieter die Wohnungen, seit 2012 ist das Seniorenzentrum voll belegt. Inzwischen ist die „Gute Hoffnung“ ein fester Bestandteil in Sterkrade.

### Überregionale Einrichtungen
In Bielefeld findet sich eine neuapostolische Hostienbäckerei, die alle neuapostolischen Gemeinden Europas mit Hostien beliefert.
Dortmund ist der Sitz des neuapostolischen Hilfswerks NAK-karitativ.

### Veranstaltungen
2009 fand vom 21. bis zum 24. Mai der erste europaweite Jugendtag der Neuapostolischen Kirche in Nordrhein-Westfalen statt. Zum Europa-Jugendtag der Neuapostolischen Kirche 2009 kamen mehr als 35.000 Jugendliche mit ihren Betreuern nach Düsseldorf. Mehr als 2.500 ehrenamtliche Helfer, größtenteils aus den Gemeinden der Gebietskirche Nordrhein-Westfalen, sorgten für einen nahezu reibungslosen Ablauf. Zahlreiche Medien berichteten über die Großveranstaltung.
Anlässlich des 150-jährigen Bestehens der Neuapostolischen Kirche fand im Jahr 2013 in Dortmund der erste Neuapostolische Kirchentag statt. Am Fronleichnams-Wochenende, 30. Mai bis 2. Juni 2013, kamen mehr als 20.000 Besucher in die Dortmunder Westfalenhallen. Neben Gottesdiensten in der Halle 1 (Eröffnungsgottesdienst, Gottesdienst für Senioren und Kirchentagsbesucher, Gottesdienst für Kinder, Jugendtag) wurden mehr als 120 Einzelveranstaltungen wie Vorträge, Workshops und Podiumsdiskussionen angeboten. Ein Highlight für die Besucher war die Westfalenhalle 3B, die „Begegnungshalle“. Hier stellten sich die Bezirke und Organisationen der Neuapostolischen Kirche Nordrhein-Westfalen vor und zeigten die Vielfalt ihrer Region, Gemeinden und Angebote. Ein Höhepunkt des Wochenendes war die Aufführung des Pop-Oratoriums „Ich bin – Jesus in Wort und Wundern“.

### Leitung der Gebietskirche
- 1868–1872: Apostel Friedrich Wilhelm Schwarz
- 1872–1895: Apostel Friedrich Wilhelm Menkhoff
- 1895–1896: Apostel Friedrich Krebs
- 1896–1926: Apostel Hermann Niehaus

Am 16. November 1926 wurde der Apostelbezirk Nordrhein-Westfalen in die Bezirke Westfalen und Rheinland aufgeteilt. Der Apostelbezirk Rheinland stand unter folgender Leitung:
- 1926–1938: Bezirksapostel Paul Dach
- 1938–1955: Bezirksapostel Peter Kuhlen

Der Apostelbezirk Westfalen wurde geleitet von:
- 1926–1930: Bezirksapostel Hermann Niehaus
- 1930–1943: Bezirksapostel Hermann Magney
- 1943–1944: Bezirksapostel Hermann Schüring
- 1944–1948: Bezirksapostel Peter Kuhlen
- 1948–1955: Bezirksapostel Walter Schmidt

Im Januar 1955 wurden die Apostelbezirke Westfalen und Rheinland wieder vereinigt.
- 1955–1968: Bezirksapostel Walter Schmidt
- 1968–1980: Bezirksapostel Emil Schiwy
- 1980–1991: Bezirksapostel Hermann Engelauf
- 1991–2003: Bezirksapostel Horst Ehlebracht
- 2003–2005: Bezirksapostel Wilhelm Leber
- 2005–2014: Bezirksapostel Armin Brinkmann
- 2014–2017: Bezirksapostel Rainer Storck

Zum Jahreswechsel 2017/18 fusionierten die Neuapostolischen Kirchen Hessen/Rheinland-Pfalz/Saarland und Nordrhein-Westfalen zur Neuapostolischen Kirche Westdeutschland.
- 2018–2024: Bezirksapostel Rainer Storck
- seit 2024: Bezirksapostel Stefan Pöschel

## Galerie

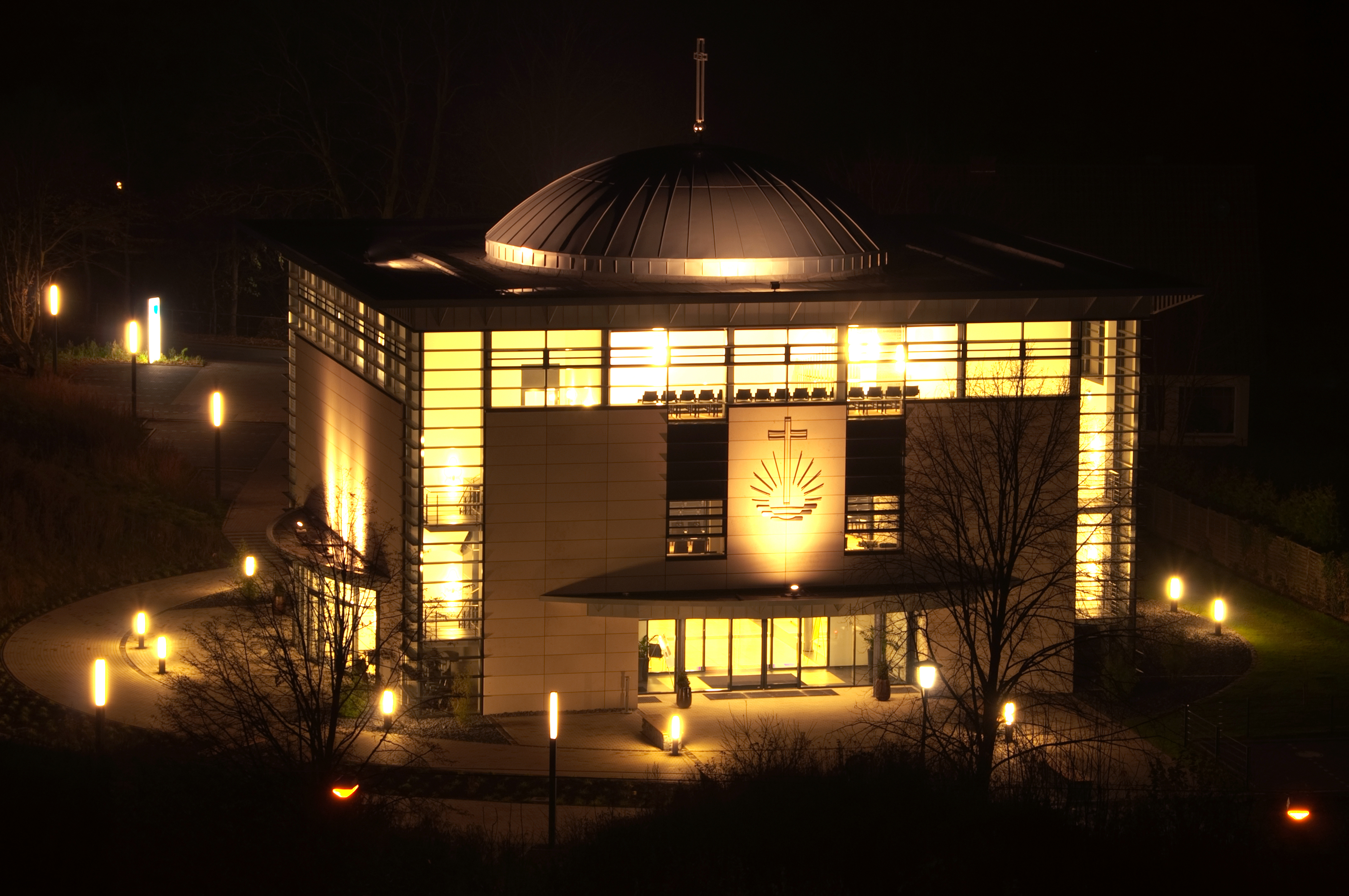
Neuapostolische Kirche Bad Oeynhausen, Kirchenbezirk Ostwestfalen-Lippe
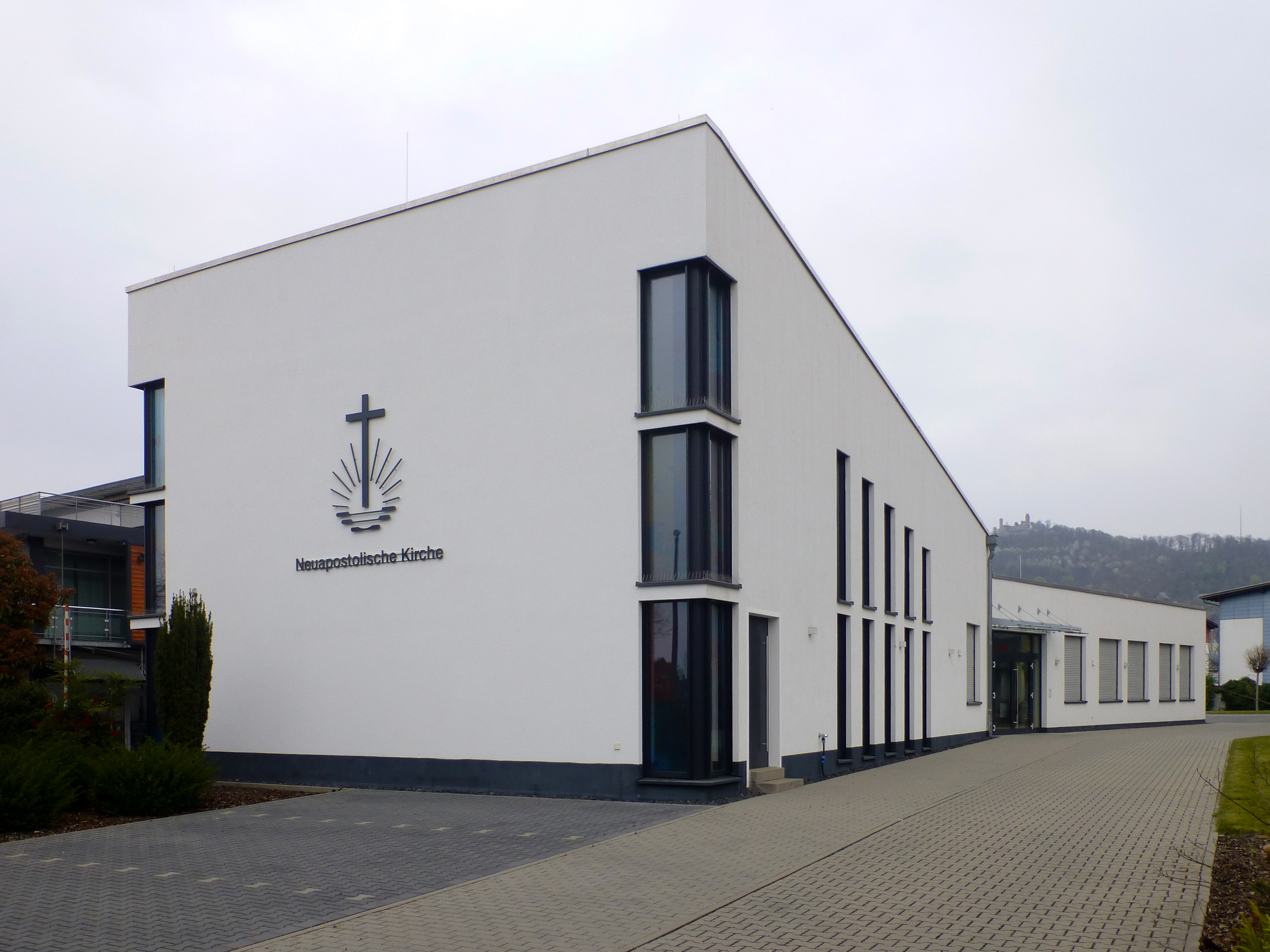
Neuapostolische Kirche Bergstraße (Bensheim), Kirchenbezirk Darmstadt
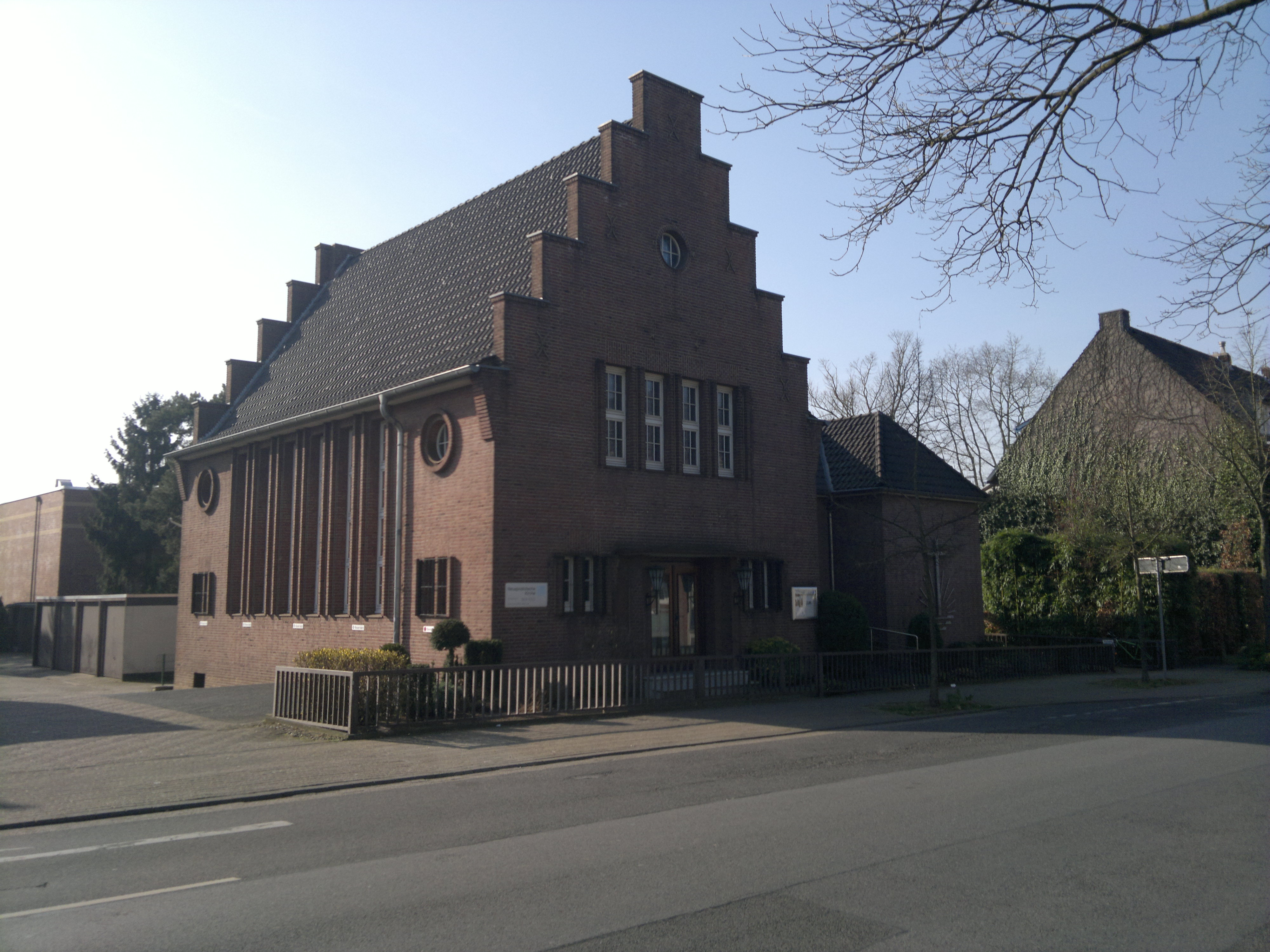
Neuapostolische Kirche Emmerich, Kirchenbezirk Dinslaken
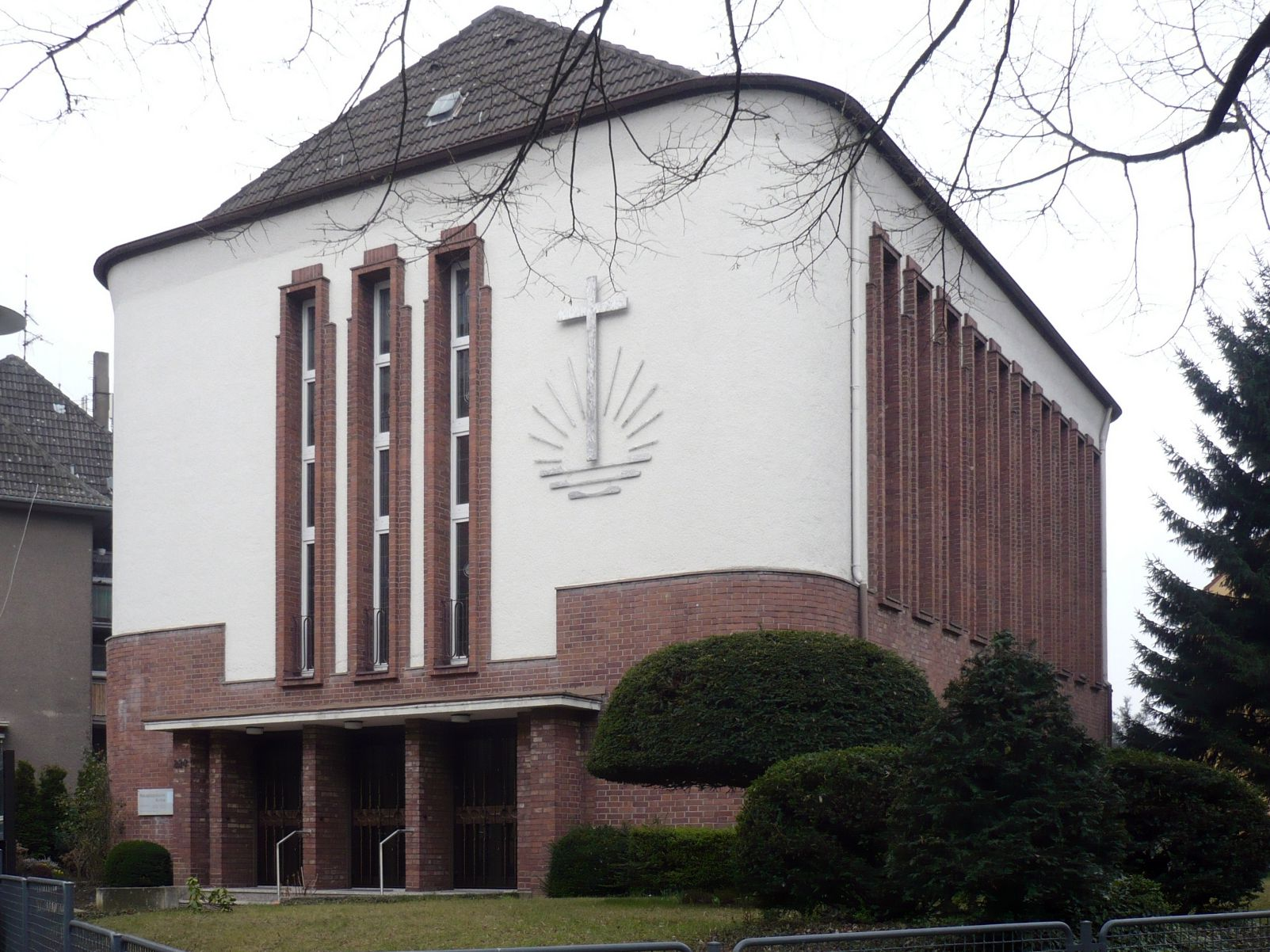
Neuapostolische Kirche Essen-Borbeck, Kirchenbezirk Ruhr-Mitte
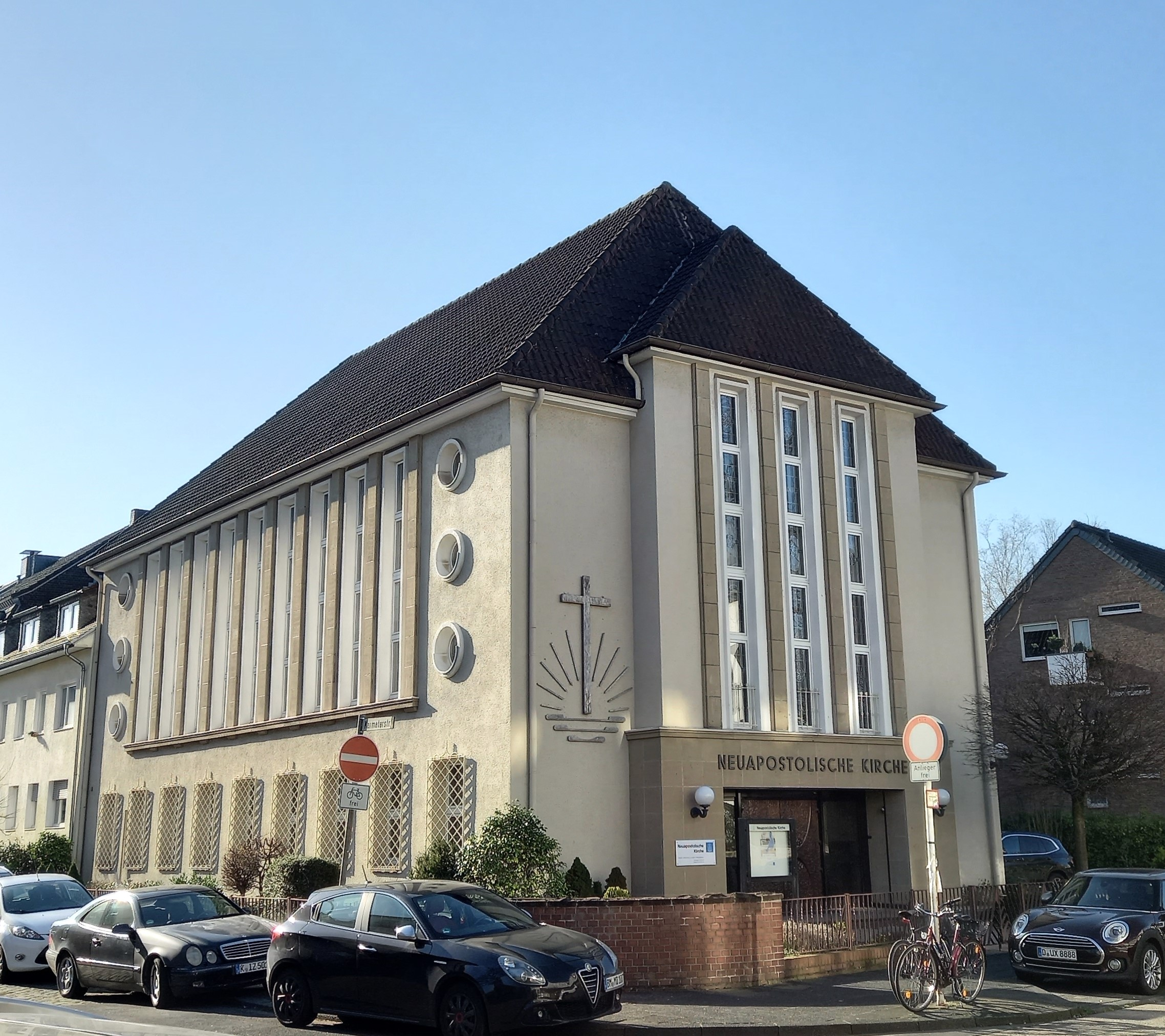
Neuapostolische Kirche Köln-Süd, Kirchenbezirk Köln-West
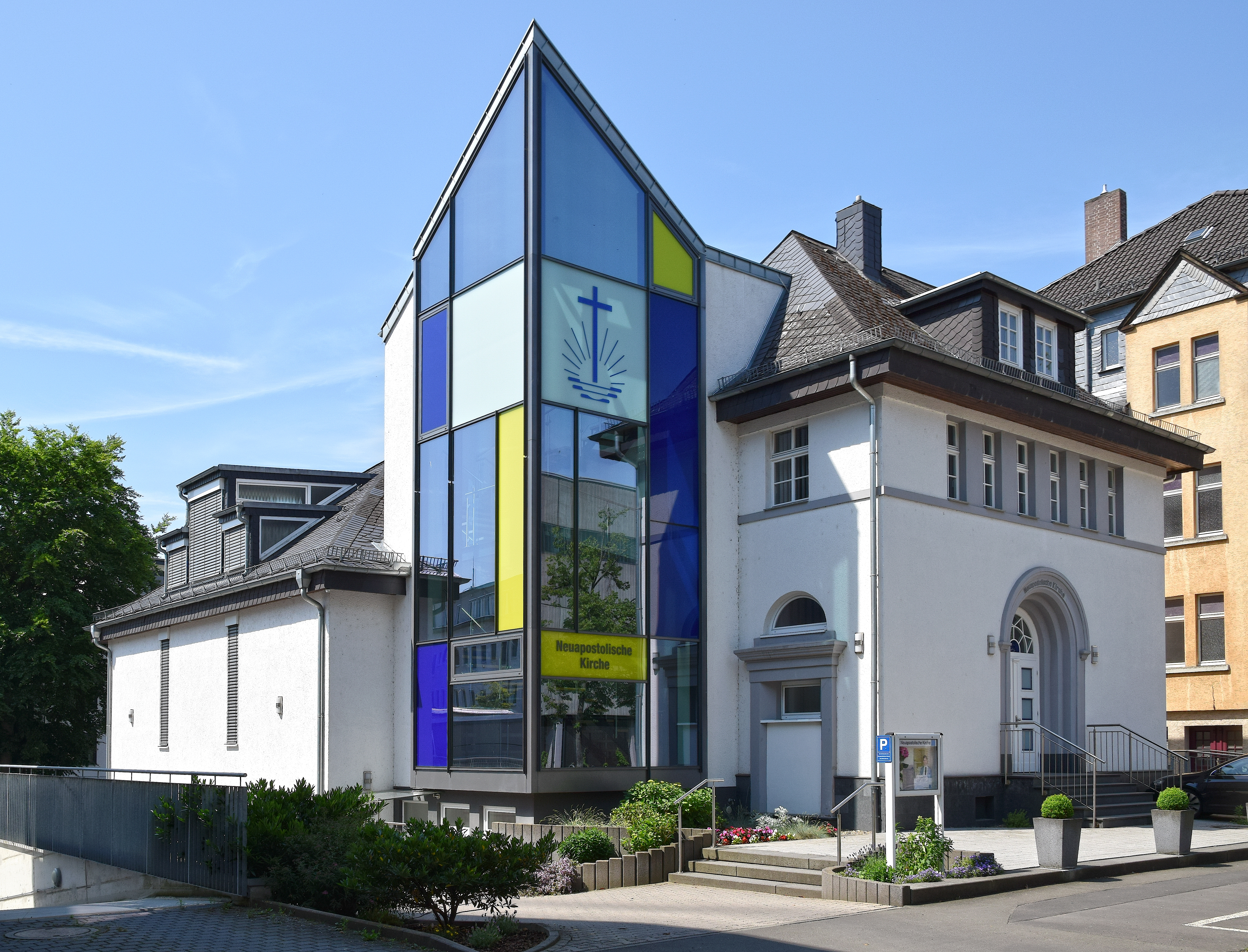
Neuapostolische Kirche Marburg, Kirchenbezirk Marburg
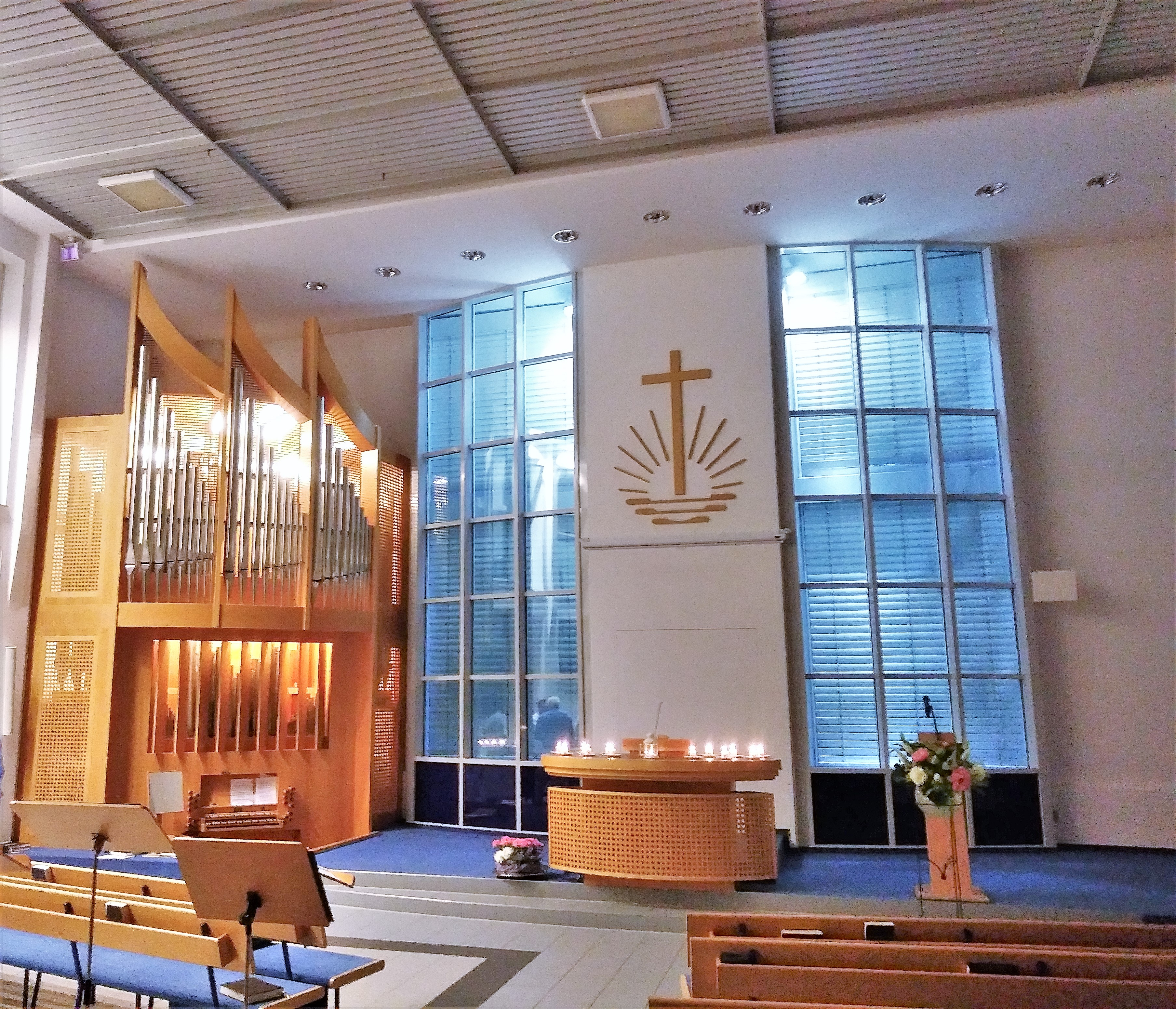
Neuapostolische Kirche Saarbrücken, Kirchenbezirk Saar-Pfalz

## Kontroversen

### Anlagebetrug 2012
2012 wurde ein Anlagebetrugsfall publik, in dem die damalige NAK Nordrhein-Westfalen seit 2007 mit einer Anlagesumme von 10 Millionen Euro involviert war. Dabei handelte es sich angeblich um Hochzinsanleihen auf einer außerbörslichen Handelsplattform, die soziale und humanitäre Projekte finanzieren sollten und deren Renditepotenzial sich aus besonderen staatlichen Förderungen ergäbe. Anbieter waren unter dem fingierten Mantel der Firma „HBF Capital“ die später verurteilten Finanzbetrüger George Katcharian, Cemal Esmene, Arthur Ford-Batey und Alan Hunt, welche den damaligen Bezirksapostel Armin Brinkmann bei einem Treffen in London von der Anlage überzeugten; ein weiteres Opfer war der britische Unternehmer und Millionär Graham Dacre. Am 7. Oktober 2012 entschuldigte sich Brinkmann im Anschluss an einen Gottesdienst in Duisburg öffentlich für den Ausfall und das damalige Vorgehen. Die ursprüngliche Empfehlung zur Anlage stammte vom damaligen Bezirksältesten und Vertrauten Brinkmanns, Frank Zisowski, welcher von der Staatsanwaltschaft in Norwich zumindest zeitweise der Mittäterschaft verdächtigt wurde und dieser zufolge eine Zahlung von 250.000 Euro von einem Konto der Betrüger erhalten haben soll. Eine formale Anklage gegen Zisowski wurde jedoch nie erhoben. Ein Strafverfahren gegen Armin Brinkmann wurde eingestellt. Die Landesversammlung der NAK NRW verzichtete im Dezember 2012 auf Schadensersatzansprüche gegen jedwede involvierte Kirchenmitglieder.
Seit einem gerichtlichen Urteil 2014 und diversen Beschlagnahmungen hat die NAK NRW mehrmals Rückzahlungen erhalten, womit die Erlösquote der abgeschriebenen Anlage über die Jahre auf circa 20 % stieg.
Der damalige Sprecher der NAK NRW, Frank Schuldt, und Brinkmann nannten dabei die Anlage aus damaliger Sicht „ein glaubwürdiges und schlüssiges Konzept“; die Bochumer Staatsanwaltschaft entgegnete dem, dass die fehlende Seriosität des Angebots durchschaubar gewesen sei.
Bezirksältester Frank Zisowski, damals Leiter des Kirchenbezirks Gelsenkirchen, wurde im Zuge der Affäre beurlaubt und im Juli 2013 – laut Kirche auf eigenen Wunsch – in seiner Funktion durch einen neuen Bezirksleiter ersetzt.

### Bekannt gewordene Fälle von Kindesmissbrauch
In NAK-nahen Medien gilt ein Missbrauchsfall aus dem Jahr 2002 in Dortmund als erster öffentlicher Skandal und Katalysator für einen institutionalisierten Umgang mit sexualisierter Gewalt in der Neuapostolischen Kirche Nordrhein-Westfalens und anderen deutschen Gebietskirchen. Damals nötigte ein Diakon aus einer Dortmunder NAK-Gemeinde in mindestens zwei Fällen ein geistig wie körperlich schwerbehindertes Mädchen (zum Tatzeitpunkt 14 Jahre alt und widerstandsunfähig) zu sexuellen Handlungen, davon einmal in einem Nebenraum der Kirche. Der geständige Täter wurde im Frühjahr 2004 vom Landgericht Dortmund zu einer dreijährigen Haftstrafe verurteilt; zuvor hat ihn die NAK von all seinen kirchlichen Aufgaben entbunden.
Im ersten Halbjahr 2019 sorgte ein weiterer Fall in Aachen bundesweit für Schlagzeilen. Im Mai 2019 gestand ein (zur Tatzeit 2001 bis 2003 aktiver) neuapostolischer Priester vor dem Landgericht den sexuellen Missbrauch seiner zwei Enkeltöchter in vier Fällen und wurde dafür zu einer dreieinhalbjährigen Haftstrafe verurteilt; ihm wurden 73 Übergriffe vorgeworfen. Neben den besonderen Umständen der Tat um die angebliche Beihilfe der Ehefrau wurde das Verhalten der Kirchenfunktionäre thematisiert, die über mehrere Ebenen frühzeitig von den Vorwürfen gewusst und der Opferfamilie aus Reputationsgründen von einer Anzeige abgeraten haben sollen. Auch intern seien opferschützende Maßnahmen erst bei Bekanntwerden der behördlichen Ermittlungen angegangen worden.
Die NAK Westdeutschland widersprach dieser Darstellung in der Stellungnahme vom 5. Juni zunächst deutlich und kontrastierte somit Äußerungen der Vorsitzenden Richterin Regina Böhme und des Opferanwalts; dabei behauptete Pressesprecher Frank Schuldt unter anderem, das Unterlassen einer Strafanzeige seitens Funktionäre der NAK sei aus Respekt vor den Wünschen der Opferfamilie erfolgt. Am 16. August widerrief die NAK Westdeutschland durch Stabsleiter und Bischof Manfred Bruns diese Aussagen, entschuldigte sich sowohl für die „unzutreffende Darstellung“ vom 5. Juni als auch für die schwerwiegenden Versäumnisse in der Vergangenheit und brachte zum Ausdruck, dass die seit 2009 bestehenden Richtlinien NAK-Amtsträger zu einer kircheninternen Meldung im Verdachtsfall verpflichten. Bruns blieb aber bei der Position, dass die Kirchenleitung entgegen den Schilderungen der Opferfamilie nicht unangemessen auf das Anzeigeverhalten einzuwirken versucht habe.
Bereits 2011 rief die damalige NAK Nordrhein-Westfalen intern über ihren „Elternbrief“ dazu auf, schon bei Verdachtsmomenten externe Beratungsstellen, Jugendamt oder die Kriminalpolizei zu verständigen.